# Safari Rally 1975
De Safari Rally 1975, officieel 23rd Safari Rally, was de 23ste editie van de Safari Rally en de derde ronde van het Wereldkampioenschap Rally in 1975. Het was de 24ste rally in het FIA Wereldkampioenschap Rally.

## Resultaten
| Top tien klassement | Top tien klassement | Top tien klassement              | Top tien klassement                     | Top tien klassement | Top tien klassement | Top tien klassement | Top tien klassement |
| Pos                 | Nr.                 | Rijder /Navigator                | Auto / Inschrijving                     | Gr.                 | Tijd*               | Verschil            | Punten              |
| ------------------- | ------------------- | -------------------------------- | --------------------------------------- | ------------------- | ------------------- | ------------------- | ------------------- |
| 1                   | 26                  | Ove Andersson Arne Hertz         | Peugeot 504 Automobiles Peugeot         | 2                   | 11:58               | 0.00                | -                   |
| 2                   | 3                   | Sandro Munari Lofty Drews        | Lancia Stratos HF Lancia                | 4                   | 12:36               | + 0:38              | -                   |
| 3                   | 8                   | Björn Waldegård Hans Thorszelius | Lancia Stratos HF Lancia                | 4                   | 13:57               | + 1:59              | -                   |
| 4                   | 33                  | Andrew Cowan John Mitchell       | Mitsubishi Colt Lancer Andrew Cowan     | 2                   | 14:31               | + 2:33              | -                   |
| 5                   | 36                  | Bert Shankland Chris Bates       | Peugeot 504 Automobiles Peugeot         | 2                   | 15:01               | + 3:03              | -                   |
| 6                   | 14                  | Zully Remtulla Nizar Jivani      | Datsun Violet 710 Datsun                | 2                   | 16:34               | + 4:37              | -                   |
| 7                   | 34                  | Johnny Hellier Kanti Shah        | Datsun 160B Johnny Hellier              | 2                   | 18:12               | + 6:14              | -                   |
| 8                   | 39                  | Davinder Singh Roger Barnhard    | Mitsubishi Colt Lancer Davinder Singh   | 2                   | 19:05               | + 7:07              | -                   |
| 9                   | 27                  | Frank Tundo Anton Levitan        | Datsun Violet 710 Datsun                | 2                   | 19:15               | + 7:17              | -                   |
| 10                  | 19                  | Prem Choda Pauru Choda           | Mitsubishi Colt Lancer Prem Choda       | 2                   | 23:01               | + 11:03             | -                   |
| Niet aan de finish  |                     |                                  |                                         |                     |                     |                     |                     |
| Pos                 | Nr.                 | Rijder / Navigator               | Auto / Inschrijving                     | Gr.                 | TC                  | Reden               | Punten              |
| NF                  | 1                   | Timo Mäkinen Henry Liddon        | Peugeot 504 Automobiles Peugeot         | 2                   | -                   | motor               | -                   |
| NF                  | 2                   | Shekhar Mehta Mike Doughty       | Lancia Beta Coupé Lancia                | 4                   | -                   | ophanging           | -                   |
| NF                  | 4                   | Joginder Singh David Doig        | Mitsubishi Colt Lancer Joginder Singh   | 4                   | -                   | motor               | -                   |
| NF                  | 5                   | Jean-Luc Thérier Michel Vial     | Alpine-Renault A110 1800 Alpine-Renault | 4                   | -                   | motor               | -                   |
| NF                  | 6                   | Rob Collinge Rob Combes          | Alpine-Renault A110 1800 Alpine-Renault | 4                   | -                   | koppeling           | -                   |
| NF                  | 9                   | Rob Ulyate Ivan Smith            | Lancia Beta Coupé Lancia                | 4                   | -                   | ophanging           | -                   |
| NF                  | 11                  | Harry Källström Sture Boström    | Datsun Violet 710 Datsun                | 2                   | -                   | motor               | -                   |
| NF                  | 12                  | Hannu Mikkola Jean Todt          | Peugeot 504 Automobiles Peugeot         | 2                   | -                   | ongeluk             | -                   |
| NF                  | 16                  | Hans Schüller Dieter Steinmann   | Datsun 260Z Hans Schüller               | 4                   | -                   | elektrisch          | -                   |
| NF                  | 17                  | Mike Kirkland Bruce Field        | Datsun 260Z Mike Kirkland               | 4                   | -                   | ophanging           | -                   |

Notitie:
* Tijd is niet de algehele eindtijd die over de route is gedaan, maar is eerder opgebouwd uit straftijd verzamelt bij de tijdcontroles.

## Stand

### Constructeurskampioenschap
| Pos | Constructeur   | MON | ZWE | KEN | GRI | MAR | POR | FIN | ITA | FRA | GBR | Pnt |
| --- | -------------- | --- | --- | --- | --- | --- | --- | --- | --- | --- | --- | --- |
| 1   | Lancia         | 20  | 20  | 15  |     |     |     |     |     |     |     | 55  |
| 2   | Fiat           | 15  | 8   |     |     |     |     |     |     |     |     | 23  |
| 3   | Peugeot        |     |     | 20  |     |     |     |     |     |     |     | 20  |
| 4   | Saab           |     | 15  |     |     |     |     |     |     |     |     | 15  |
| 5   | Mitsubishi     |     |     | 10  |     |     |     |     |     |     |     | 10  |
| 6   | Renault        | 8   |     |     |     |     |     |     |     |     |     | 8   |
| 7   | Alpine-Renault | 6   |     |     |     |     |     |     |     |     |     | 6   |
| =   | Datsun         |     |     | 6   |     |     |     |     |     |     |     | 6   |
| 9   | Porsche        | 4   |     |     |     |     |     |     |     |     |     | 4   |
| =   | Škoda          |     | 4   |     |     |     |     |     |     |     |     | 4   |
| 11  | Alfa Romeo     | 3   |     |     |     |     |     |     |     |     |     | 3   |
| =   | Opel           |     | 3   |     |     |     |     |     |     |     |     | 3   |
| 13  | Volvo          |     | 2   |     |     |     |     |     |     |     |     | 2   |
| 14  | BMW            | 1   |     |     |     |     |     |     |     |     |     | 1   |
| =   | Ford           |     | 1   |     |     |     |     |     |     |     |     | 1   |